# Azohouè-Cada
Azohouè-Cada è un arrondissement del Benin situato nella città di Tori-Bossito (dipartimento dell'Atlantico) con 7.904 abitanti (dato 2006).